# Керецька мова
Керецька мова — мова кереків, яка відноситься до чукотсько-камчатських мов, часом розглядається, як одна з мов або діалектів коряцької мовної спільноти.

## Загальні відомості

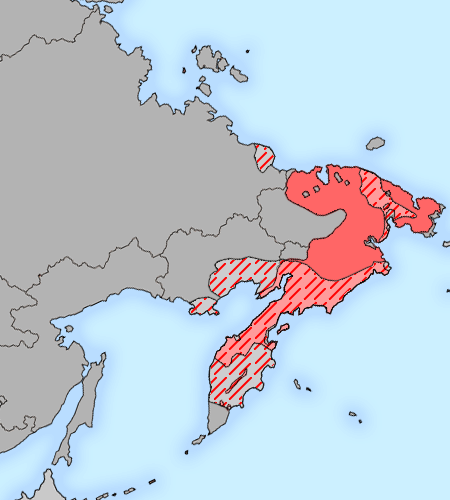
Мапа поширення чукотсько-камчатських мов у XVII столітті (приблизно; штрихування) і наприкінці XX століття (суцільний фон).

Оскільки кереки жили в безпосередньому контакті з чукчами, в керецькій мові помітні чукотські риси. Мова була поширена на Чукотці на узбережжі Берингового моря від Анадирського лиману до Олюторського мису на Камчатці, потім ареал звузився з півдня до гирла річки Опук (трохи на північ від географічного кордону Камчатки).
Керецька мова — неписьменна. Фольклор передавався в усній формі; перші записи зразків фольклору керецькою мовою відносяться до 60-х рр. XX ст.. Мовою міжнаціонального спілкування була чукотська, в меншій мірі — російська.

## Кількість носіїв
За даними 1991 року тих, що говорять керецькою, було всього троє. Всі вони були тримовними: крім рідної, вони володіли чукотською і російською. За даними перепису населення 2010 року, керецькою мовою володіло 10 осіб. Ця кількість може включати осіб, які не володіють керецькою, а просто вказали своє етнічне походження, оскільки в 1997 році лишалося 2 мовці з рідною керецькою, а станом на 2005 рік мова вважалася мертвою.

## Морфологія
Керецька мова є аглютинативною, що має ті ж морфологічні характеристики, подібні до інших чукотсько-камчатських мови: позиція кореня в лінійному ланцюжку словоформи не фіксована; переважає афіксація; афіксальні морфеми представлені суфіксами, префіксами і циркумфіксами; розвинена композиція і інкорпорація; представлені аналітичне конструювання і редуплікація іменного кореня.

## Лексика
Лексика керецької мови — загальночукотсько-коряцька, власне керецьких слів, за підрахунками радянського етнографа Леонтьєва, — не більше 25 %. Російських запозичень дуже мало.